# Blitzzug der Liebe
Blitzzug der Liebe ist eine deutsche Stummfilmkomödie aus dem Jahre 1925 von Johannes Guter mit den deutschen Stars Ossi Oswalda und Willy Fritsch sowie den beiden Briten Lillian Hall-Davis und Nigel Barrie in den Hauptrollen. Die Geschichte basiert auf einer Novelle von Karl Hans Strobl.

## Handlung
Die kesse Lissy ist in ihren Vetter Fred verliebt, doch der zeigt sich, ganz zu ihrem Ärger, höchst indifferent. Liebend gern hätte sie ihn anlässlich gesellschaftlicher Auftritte als offizielle Begleitperson, weil dies so der gängigen Etikette in den so genannten „besseren Kreisen“ entspricht. Und so holt sie sich professionelle Hilfe. Eine Begleitpersonen vermittelnde Agentur ist der ideale Ansprechpartner, legt aber in ihrem Vertrag die Regel „Flirt erlaubt, Liebe verboten“ fest. Da Lissy den müden Fred endlich mal ein wenig in die Gänge bringen will, mietet sie kurzerhand den charmanten und hübschen Charley als Begleitperson. Der ist notorisch pleite und steht nur aus diesem Grund als männliche Hostess, ganz ohne „Gigolo“-Hintergedanken, alleinstehenden Damen der Haute volée zur Verfügung. Als auf diese Weise nun Lissy und Charley zusammenkommen, ruft das die Tänzerin Kitty auf den Plan, die selbst ein Auge auf den schmucken Charley geworfen hat und in Lissy massive Konkurrenz wittert. 
Dies bedeutet für Lissy doppeltes Pech: Denn nun ist nicht nur Ärger mit eben jener Kitty im Anmarsch, sondern ihr Plan funktioniert nicht einmal, denn der eifersüchtig zu machende Fred denkt gar nicht daran, sich daraufhin um Lissy zu bemühen. Nein, vielmehr nimmt der sich nun selber eine Begleitdame. Nun reicht es Lissy endgültig. Als letzten Akt der Verzweiflung hält Lissy gegenüber Charley um dessen Hand an und lässt ihn zu diesem Zweck kurzerhand entführen. Fred und Kitty ahnen, dass damit ein großes Unglück auf alle Beteiligten zurollt, und ehe es zum Ehe-Äußersten kommen kann, reisen die beiden Lissy und ihrem eheunwilligen Zukünftigen in einer wilden Verfolgungsjagd nach. Im Gebirgsörtchen Sebastian kommt es zum „Showdown“. Doch Lissy hat alles geschickt eingefädelt. Die Trauung ist ein einziger Fake, und der Pfarrer ist nicht echt. Nun kann der wahre Blitzzug der Liebe losrollen, denn sowohl Lissy und Fred als auch Kitty und Charley erkennen, wer zu wem gehört, und beide Paare entschließen sich spontan zu einer Doppelhochzeit. 

## Produktionsnotizen
Im Frühjahr 1925 gedreht, wurde Blitzzug der Liebe am 6. Mai desselben Jahres im UFA-Palast am Zoo uraufgeführt und mit Jugendverbot belegt. Die Filmlänge betrug 2456 Meter, verteilt auf sechs Akte.
Rudi Feld schuf die Filmbauten.

## Kritiken
Im Allgemeinen Tiroler Anzeiger war zu lesen: „Die Handlung ist von grotesker Lustigkeit, von fröhlicher Unwahrscheinlichkeit mit Witzigkeit zusammenphantasiert. (…) Dr. Johannes Guters Spielleitung gab den Geschehnissen das wirbelnde Blitzzugtempo, namentlich in den letzten Akten, wenn der Blitzzug der Liebe sich tatsächlich über alle drolligen  Hindernisse triumphierend in Bewegung setzt.“
Die Stunde meinte: „Ein hübsches, lustiges Manuskript ist unter einer gewandten Regie ein kompletter Filmerfolg geworden. Ossi Oswalda, die lang Vermißte, hat durch ihre pikante Erscheinung, ihr anmutig sprühendes Temperament, ihr bewegliches Spiel, den Erfolg erhöht. Eine Komödie der  Eifersucht, ein heiteres Spiel mit dem gefährlichen Feuer.“